# Udea rajabii
Udea rajabii is een vlinder uit de familie van de grasmotten (Crambidae), uit de onderfamilie van de Spilomelinae. De wetenschappelijke naam van deze soort is voor het eerst voorgesteld door Helen Alipanah en František Slamka in een publicatie uit 2023.
De soort komt voor in Iran (Fars).